# Laupersdorf
Laupersdorf é uma comuna da Suíça, situada no distrito de Thal, no cantão de Soleura. Tem 15,52 km² de área e sua população em 2018 foi estimada em 1.813 habitantes.